# 5172 Yoshiyuki
5172 Yoshiyuki eller 1987 UX1 är en asteroid i huvudbältet som upptäcktes den 28 oktober 1987 av de båda japanska astronomerna Seiji Ueda och Hiroshi Kaneda i Kushiro. Den är uppkallad efter japanen Yoshiyuki Endo.
Asteroiden har en diameter på ungefär 3 kilometer och den tillhör asteroidgruppen Flora.